# 指出瑞貴
指出 瑞貴（さしで みずき、1994年7月8日 - ）は、日本の女優、タレント。
東京都出身。カクト エンタテインメント所属。
かつてはチャームキッズ、エイベックス・マネジメント、CATAMARANに所属していた。
スカウトをきっかけに、11歳でキッズモデルデビュー、中学生の頃から、女優活動を始め、ドラマ・映画・舞台などで活躍。

## 出演

### テレビドラマ
- スクラップ・ティーチャー〜教師再生〜（2008年10月11日 - 12月13日、日本テレビ） - 金沢瑞貴 役
- 任侠ヘルパー 第6・最終話 （2009年8月13日・9月17日、フジテレビ） - 二本橋瑞穂 役
- 小公女セイラ（2009年10月17日 - 12月19日、TBS） - 神宮りおん 役
- ヤンキー君とメガネちゃん（2010年4月23日 - 6月25日、TBS） - 西森愛 役
- Q10 第5話（2010年11月13日、日本テレビ） - マミ 役
- 金魚倶楽部（2011年7月23日 - 10月1日、NHK） - 曽我部奈々 役
- 花ざかりの君たちへ〜イケメン☆パラダイス〜2011 第3話（2011年7月24日、フジテレビ）
- IS 〜男でも女でもない性〜 第4話（2011年8月8日、テレビ東京）
- ビターシュガー 第1・6話（2011年10月18日・11月22日、NHK） - 五十嵐奈津（高校時代 / 写真） 役
- 世にも奇妙な物語'11 秋の特別編 「いじめられっこ」（2011年11月26日、フジテレビ） - 高原咲良 役
- 花嫁のれん 第2シリーズ 第32話 - 第34話（2011年12月14 - 16日、東海テレビ） - 朝倉楓 役
- エンドロール〜伝説の父〜（2012年3月18日、WOWOW）
- ブラックボード〜時代と戦った教師たち〜 第3夜（2012年4月7日、TBS）
- 相棒 season13 第3話（2014年10月29日、テレビ朝日） - 山本香奈 役
- セカンド・ラブ（2015年2月6日 - 3月20日、テレビ朝日） - 服部奈々 役
- ナポレオンの村 第4話（2015年8月16日、TBS） - 辻里美 役
- AKBホラーナイト アドレナリンの夜 第17話「ルームシェア」（2015年12月3日、テレビ朝日）
- 月曜名作劇場 温泉殺人事件シリーズ2「伊豆天城温泉殺人事件」（2016年10月24日、TBS） - 吉野葵 役
- SUITS/スーツ 第1話（2018年10月8日、フジテレビ） - 真之介の彼女 役
- おしい刑事（2019年5月5日 - 、NHK BSプレミアム）
- 和田家の男たち 第6話（2021年11月26日、テレビ朝日）- 週刊アスタ編集部員 役
- ムチャブリ! わたしが社長になるなんて 第2話（2022年1月19日、日本テレビ） - 江口薫 役

### 映画
- avexニュースター・シネマ・コレクション（エイベックス・エンタテインメント） 
  - 年々歳々（2009年2月21日） - あおい 役
  - ラムネ（2010年5月29日） - 落合真紀 役
  - 大人になった夏（2010年6月12日） - 向井碧 役
- アバター（2011年4月30日、太秦） - 片山理恵 役
- ジョジョの奇妙な冒険 ダイヤモンドは砕けない 第一章（2017年8月4日、東宝、ワーナー・ブラザース映画）
- 海鳴りがきこえる（2023年10月28日、ブライトホース・フィルム）[5]

### 舞台
- LIVE ACT 青の祓魔師〜魔神の落胤〜（2012年5月11日 - 17日、日本青年館 大ホール） - 朴朔子役
- 病の王国（2014年11月18日 - 24日、小劇場楽園）
- PARCO produce公演『転校生』（2019年8月17日 - 27日、紀伊國屋ホール[6]）（作：平田オリザ、演出：本広克行）

### Webドラマ
- 神児遊助のげんきのでる恋 第2話（2009年9月8日、Bee TV） - 美由紀 役
- 最上のプロポーズ（2013年5月20日 - 6月24日、全12話、BeeTV） - 凛 役

### バラエティ
- 小中学生限定美少女学園（2005年、SKY PerfecTV）
- 大人のバイク時間 MOTORISE（BS11）

### 雑誌
- なかよし（講談社）
- ベネッセコーポレーション 中1チャレンジ（2006年）
- わかさぎ釣り入門（海悠出版、2007年秋）
- マーガレット（集英社）
- ハナチュー（雑誌）（主婦の友社、2009年度 - ）
- MOTO NAVI連載企画「ととのっ、た。」（トウキョウフラッガーブック、2022年～）

### PV
- girl next door 「FRIENDSHIP」（2009年8月5日）